# Adriana Szymańska
Adriana Szymańska (Toruń, 1943.) je poljska pjesnikinja, književna kritičarka, esejistica, dječja spisateljica i prevoditeljica.
Diplomirala je polonistiku na sveučilištu Mikołaja Kopernika u Toruńu.
Neke njezine pjesme objavljene su u Hrvatskom slovu u prijevodu Pere Mioča.

## Djela
- Nieba codzienności, 1968.
- Imię ludzkie, 1974.
- Monolog wewnętrzny, 1975.
- Do krwi, 1977.
- To pierwsze, 1979.
- Nagła wieczność, 1984.
- Najpiękniejszy psi uśmiech i inne zwierzenia, 1986.
- Poezje wybrane, 1987.
- Taja z Jaśminowej, 1988.
- Kamień przydrożny, 1993.
- Święty grzech, 1995.
- Urojenia, 1995.
- Requiem z ptakami, 1996.
- Opowieści przestrzeni, 1999.
- Lato 1999, 2000.
- Postój, 2001.
- In terra, 2003.
- Być: 123 wiersze dawne i nowe, 2004.
- Skażona biel, 2004.
- Z dziennika dywersantki, 2006.
- Autoportret niedokończony, 2007.
- Dziedzice i barbarzyńcy: notatnik amerykański, 2007.
- Ucieczka = Escape, 2007.
- W podróży, 2007.
- Ta inna ja, 2008.